# Râul Chinu
Râul Chinu este un curs de apă, afluent al râului Șușița. 